# Peize
Peize è una località e un'ex-municipalità dei Paesi Bassi situata nella provincia di Drenthe. Soppressa il 1º gennaio 1998, il suo territorio, insieme a quello delle municipalità di Norg e Roden è andato a formare la nuova municipalità di Noordenveld.